# کالفیلد (میزوری)
کالفیلد (به انگلیسی: Caulfield) یک منطقهٔ مسکونی در ایالات متحده آمریکا است که در میزوری واقع شده‌است. کالفیلد ۳۱۳٫۰۳ متر بالاتر از سطح دریا واقع شده‌است.